# Louons maintenant les grands hommes
Louons maintenant les grands hommes (titre original en anglais : Let Us Now Praise Famous Men) est un livre comprenant des textes de l'écrivain américain James Agee et des photographies du photographe Walker Evans publié en 1941 aux États-Unis. Le titre fait référence à un passage du Siracide (44:1) qui commence par « Faisons l'éloge de ces personnages glorieux qui sont nos ancêtres. », soit en anglais : « Let us now praise famous men, and our fathers that begat us. » Le livre a par la suite inspiré Aaron Copland pour son opéra The Tender Land (en) et surtout poussé William Christenberry à se consacrer à la photographie.
« Renowned for its fusion of social conscience and artistic radicality and for the way Evans's spare, tautly composed images and Agee's more extravagant prose complement and enhance each other. »
— Roberta Smith dans The New York Times

« Reconnu pour sa fusion de la conscience sociale avec la radicalité artistique et pour la manière avec laquelle les images libres et de composition tendue d'Evans et la prose plus extravagante encore d'Agee se complémentent et se mettent en valeur mutuellement. »

## Analyse

### Contexte
Let Us Now Praise Famous Men est le fruit d'une commande de Fortune que les deux hommes acceptent en 1936 pour produire un article de magazine sur les conditions des familles de métayers dans le Sud des États-Unis pendant le Dust Bowl suivant la Grande Dépression. À cette époque, Franklin Roosevelt crée le New Deal afin de venir en aide aux plus pauvres segments de la société. Plusieurs journalistes et photographes sont également envoyés pour traiter le sujet, mais seuls Agee et Evans reviennent avec une œuvre artistique notable.
Ils passent six semaines en juillet et août de cette année-là pour faire des recherches pour cette commande, mais au lieu de se concentrer sur le sujet initial, ils finissent par vivre aux côtés de trois familles blanches de métayers, les « Ricketts », « Woods » et « Gudgers », embourbés dans la pauvreté. Ils rentrent avec des notes d'Agee et un portfolio d'Evans plein d'images sans concession de familles au visage décharné, d'adultes et d'enfants agglutinés dans des cabanes dépouillées devant des champs poussiéreux dans des lieux perdus du Sud américain profond frappés par la Grande dépression. Comme notifié dans la préface du livre, la commande originale était de produire un « reportage photographique et verbal de la vie et de l'environnement de tous les jours d'une famille blanche moyenne de fermiers ». Cependant, ainsi que le fait remarquer la Literary Encyclopedia, Agee avait conçu un projet de plusieurs volumes intitulé Three Tenant Families (en français : « Trois familles de métayers »), mais seul le premier volume, Let Us Now Praise Famous Men a finalement été écrit. Agee considère qu'une œuvre plus grande, bien que basée sur du journalisme, « serait une investigation indépendante dans certains malheurs normaux de la divinité humaine ».
Pourtant, Fortune ne les publiera pas et ils ont du mal à trouver un éditeur, jusqu'en 1941, la dernière année du New Deal ainsi que celle où les États-Unis prennent part à la Seconde Guerre mondiale, enrichissant le Sud.
En 1960, ils reprennent l'édition du livre avec plus de liberté. La réédition de 1988 offre une nouvelle introduction, tandis que celle de 1960 se différenciait de la première essentiellement dans le choix des photos.

### Style
Avec ce livre, Agee et Evans outrepassent les limitations et formes traditionnelles du journalisme de leur époque. En combinant un reportage factuel avec des passages de littérature travaillée, Agee présente une vision complète, précise et minutieusement détaillée de tout ce qu'il voit, tout en offrant un aperçu de ses préoccupations pour faire parvenir tout cela au large public. Il crée ainsi un portrait durable d'un segment oublié de la population américaine. Bien que le travail de Agee et Evans n'ait pas été publié dans Fortune, comme c'était initialement prévu, il a conservé sa forme : un long livre sans concession. Toute l'œuvre est un mélange entre études ethnographique et anthropologique, et fiction.
La nuit est souvent présente dans le texte de Agee, mais il ne s'agit pour autant pas d'un livre calme ; Evans explique dans une préface publiée dans une édition ultérieure qu'il n'a pas vu de « signe extérieur de paralysie ou de colère auto-lacérante ». Mais cela se sent dans l'écriture, et la puissante métaphore du New Deal est représentée par la grande dynamo : un système qui laisse les métayers tellement sans protection ni moyens, que toute action de leur part comprend son lot de risques. Cette colère est également exprimée étant dirigée vers les magazines et journalistes, qui ne font aucun effort pour transmettre cette réalité.
Agee va au-delà de la simple description en essayant de retranscrire la condition humaine. Il utilise pour cela des phrases intenses, rappelant celles des prêtres du Sud ; la négritude n'est pas très présente dans son livre, mais la cadence de ses phrases montre qu'il partage les rythmes d'espoirs avec la tradition incantatoire noire.
Il regrette souvent ne pas trouver les mots aussi directement que le fait l'appareil photographique d'Evans : certaines photos de celui-ci « embellissent voire béatifient » les enfants déroutés et pauvres beaucoup plus facilement qu'un quelconque adjectif ou adverbe. Par exemple, on ne peut pas sentir l'odeur nauséabonde ou combien grattent les lits de ces gens : ce faux apparat leur permet de conserver une certaine dignité ; une pompe à essence devant un bureau de poste peut devenir une sculpture au travers de la focale fixe de l'objectif de Evans. Ainsi, les talents combinés de Agee et Evans compilent des choses ordinaires pour les sublimer.

### Agee en tant que personnage
Agee apparaît lui-même comme un personnage dans la narration, comme lorsqu'il se reproche son rôle d'« espion » et d'intrus dans ces vies humbles. À d'autres moments, comme lorsqu'il fait la liste du contenu d'une cabane de métayer ou des pauvres vêtement qu'ils portent le dimanche, il est totalement absent. L'agencement surprenant des livres et des chapitres, les titres qui vont du prosaïque (Clothes, en français : « vêtements ») au « radicalement artistique » (comme le dit le New York Times), les appels directs aux lecteurs pour voir l'humanité et la grandeur de ces vies horribles, et sa souffrance à la pensée qu'il ne pourra pas accomplir sa tâche, ou ne devrait pas le faire pour ne pas infliger des souffrances supplémentaires à ses sujets — tout cela fait partie du personnage du livre.

### Pseudonymes

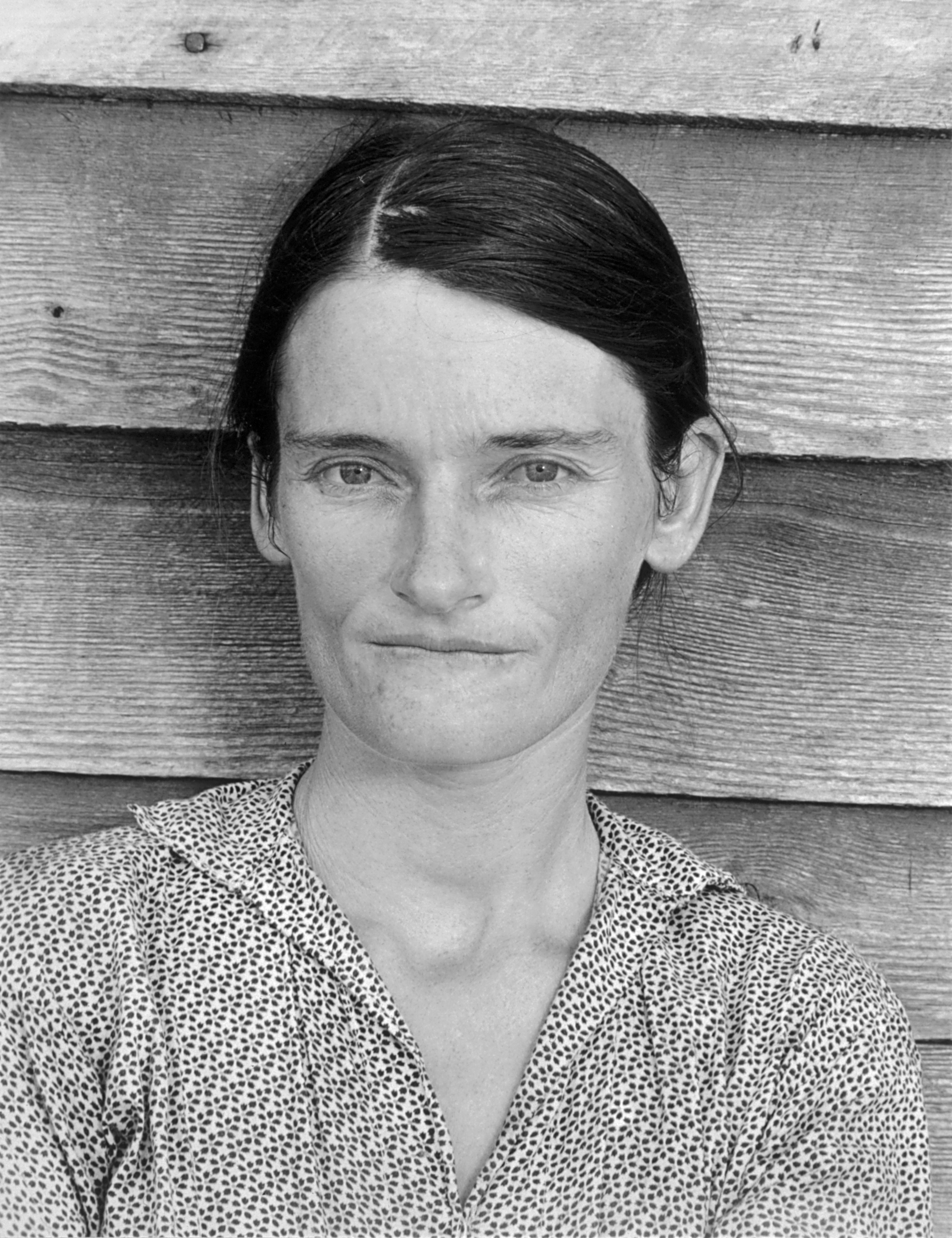
Photo de Allie Mae Burroughs, par Walker Evans (1935-36).

Tout au long du livre, Agee et Evans utilisent des pseudonymes pour protéger l'identité des trois familles de métayers. Cette convention est conservée dans la suite And Their Children After Them (en). Cependant, les photographies d'Evans qui sont conservées à la Bibliothèque du Congrès dans le cadre de l'American Memory Project consèrvent les noms originaux des sujets photographiés :
| Pseudonyme                         | Nom réel                        |
| Personnages : famille « Gudger »   |                                 |
| George Gudger                      | Floyd Burroughs                 |
| Annie Mae (Woods) Gudger           | Allie Mae Burroughs             |
| George Gudger Jr.                  | Floyd Burroughs Jr.             |
| Maggie Louise Gudger               | Lucille Burroughs               |
| Burt Westly Gudger                 | Charles Burroughs               |
| Valley Few « Squinchy » Gudger     | Othel Lee « Squeaky » Burroughs |
| Personnages : famille « Ricketts » |                                 |
| Fred Garvrin Ricketts              | Frank Tengle                    |
| Sadie (Woods) Ricketts             | Flora Bee Tengle                |
| Margaret Ricketts                  | Elizabeth Tengle                |
| Paralee Ricketts                   | Dora Mae Tengle                 |
| John Garvrin Ricketts              | ??? Tengle                      |
| Richard Ricketts                   | William Tengle (non confirmé)   |
| Flora Merry Lee Ricketts           | Laura Minnie Lee Tengle         |
| Katy Ricketts                      | Ida Ruth Tengle                 |
| Clair Bell Ricketts                | ??? Tengle                      |
| Personnages : famille « Woods »    |                                 |
| Thomas Gallatin "Bud" Woods        | Bud Fields                      |
| Ivy Woods                          | Lily Rogers Fields              |
| Pearl Woods                        | ??? Fields                      |
| Thomas Woods                       | William Fields                  |
| Ellen Woods                        | ??? Fields                      |
| Autre personnage                   |                                 |
| T. Hudson Margraves                | Watson Tidmore (non confirmé)   |
| Lieux                              |                                 |
| Hobe's Hill                        | Mills Hill                      |
| Cookstown                          | Moundville                      |
| Centerboro, Alabama                | Greensboro                      |
| Cherokee City, Alabama             | Tuscaloosa                      |

## Impact
La portée ambitieuse et le rejet d'un reportage traditionnel du livre sont à mettre en parallèle avec les programmes créatifs et non traditionnels du gouvernement américain sous Roosevelt. Agee traite des traditions littéraires, politiques et morales qui ne signifient probablement rien pour ses sujets, mais qui sont importants pour le grand public et dans le contexte général d'examen de la vie des autres.
Bien que le livre soit présenté comme un documentaire authentique, les images sont quelque peu posées, pour des raisons techniques et esthétiques, ce qui a amené une polémique sur l'authenticité du rapport historique, quoique ce procédé soit assez commun pour la photographie de l'époque.
Let Us Now Praise Famous Men est reconnu et célébré et est régulièrement étudié aux États-Unis comme une source d'innovation journalistique et littéraire. Il a inspiré Aaron Copland pour son opéra The Tender Land (en), et surtout poussé William Christenberry à se consacrer à la photographie.
Il a été publié en français en 1972 dans la collection Terre humaine, chez Plon, sous le titre Louons maintenant les grands hommes. Alabama : trois familles de métayers en 1936.
Ce livre a donné lieu en 1989 à une suite, And their children after them, par Dale Maharidge et Michael Williamson, qui a obtenu le prix Pulitzer de l'essai en 1990.
Par ailleurs, en 1966, la Canadian Broadcasting Corporation a diffusé une adaptation radiophonique de 135 minutes, Let Us Now Praise Famous Men. George Whalley (en) est l'auteur de l'adaptation du livre, et John Reeves son producteur ; ce dernier raconte cette production dans un préambule à une adaptation radiophonique de Si c'est un homme par Whalley.

## Dans la culture
En 2019, Rodolphe Barry publie le roman Honorer la fureur qui raconte comment James Agee rencontre Walker Evans lors de sa mission en Alabama et comment sa vie bascule par la suite.

### Éditions
- (en) James Agee et Walker Evans, Let Us Now Praise Famous Men : Three Tenant Families, Boston, Houghton Mifflin Harcourt, 2001, 416 p. (ISBN 978-0-618-12749-8, lire en ligne).